# Демуренко Дмитро Сергійович
Дмитро́ Сергі́йович Дему́ренко (нар. 18 липня 1994 — 6 серпня 2016) — молодший сержант Збройних сил України, учасник російсько-української війни.

## Життєпис
Народився 1994 року в селі Старомлинівка (Великоновосілківський район, Донецька область). В селі Любимівці (Гуляйпільський район) закінчив середню школу. Від 2012 року мешкав у смт Велика Новосілка, закінчив місцевий професійний ліцей.
З 2014 року на фронті, служив за контрактом — кулеметник 9-ї роти 1-го батальйону 93-ї бригади; молодший сержант, заступник командира бойової машини — навідник-оператор.
Серпнем 2014 року зазнав поранення та потрапив у полон при прориві з Іловайського котла. Звільнений 21 вересня 2014-го з іще з 27 бійцями. Лікувався у шпиталі, повернувся на фронт. Перебуваючи у відпустці вступив на заочну форму навчання факультету післядипломної освіти — у Харківському національну університеті Повітряних сил імені Кожедуба.
6 серпня 2016-го загинув поблизу села Кримське (Новоайдарський район) внаслідок підриву на фугасі під час виконання бойового завдання — бійці проводили рекогносцировку переднього краю. Від вибуху «Мультик» і «Бармен» загинули на місці, «Тарік» помер у машині «швидкої», ще один боєць зазнав поранення.
9 серпня 2016 року похований в смт Велика Новосілка.
Без Дмитра лишилися батьки, четверо молодших братів, кохана дівчина.

## Нагороди та вшанування
- указом Президента України № 476/2016 від 27 жовтня 2016 року «за особисту мужність і високий професіоналізм, виявлені у захисті державного суверенітету та територіальної цілісності України, вірність військовій присязі» — нагороджений орденом «За мужність» III ступеня (посмертно)[1].
- 14 вересня 2017 року в Любимівській ЗОШ Гуляйпільського району відкрито меморіальну дошку на честь Дмитра Демуренка[2]
- на пошанування Героя його іменем названа вулиця в селі Старомлинівка.
- у Великоновосілківському професійному ліцеї відкрито пам'ятну дошку Дмитру Демуренку [3].